# Сунь Юй
Сунь Юй (кит. трад. 孙瑜, пиньинь Sun Yu, родился 21 марта 1900, Чунцин, провинция Сычуань, Китай — умер 11 июля 1990 в Шанхае, Китай — один из выдающихся режиссёров в истории китайского кино. Работы режиссёра не уходили далеко от основных тенденций китайского кинематографа, однако отличались большим упором на индивидуализм и гуманизм. В 1930-е годы был одним из лучших режиссёров кинокомпании «Ляньхуа», поставив на ней свои шедевры (два из его фильмов тех лет экспертами Hong Kong Film Awards названы в опубликованном в 2005 году списке 100 лучших китайских фильмов за всю историю национальной кинематографии). Придерживавшийся левых взглядов Сунь Юй никак не предполагал, что от коммунистов же и пострадает, его карьера рухнула после того, как они пришли к власти в 1949 году. Однако его имя осталось в списках лучших мастеров Золотого века китайского кино.

## Биография
Родившийся в купеческой семье в городе Чунцин, Сунь Юй первоначально обучался в университете Циньхуа в Пекине, затем продолжил образование в США, где изучал литературу и драму в Висконсинском университете в Мэдисоне. После окончания отправится в Нью-Йорк, где будет изучать режиссуру и монтаж фильмов в Нью-йоркском институте фотографии, посещая при этом ещё театральные курсы при Колумбийском университете, где будет изучать азы драматургии.
В 1926 году Сунь Юй вернулся в Китай, где получил работу в китайской киноиндустрии с её центром в Шанхае. Свой первый фильм он поставил в 1928 году и после работы в кинокомпаниях Changcheng и Minxin перешёл в Lianhua Film Company, где и зарекомендовал себя, сняв свои лучшие фильмы 1930-х годов. Успешно прошёл в прокате его фильм «Весна в старой столице» (1930), после чего он снимет также хорошо принятый публикой фильм «Полевые цветы» (1931) и один из самых популярных до сих пор фильмов «Дикая роза» (1932), романтическую историю любви художника и бедной крестьянской девушки. Студия «Ляньхуа» славилась своим левым уклоном, что несомненно повлияло на молодого постановщика, который наряду с другими режиссёрами левого толка с этой студии, такими как Цай Чу-шэн, Фэй Му и др. тоже стал «сознательным» товарищем в идеологической борьбе на благо нации, что и отразилось в его творчестве. Однако, как бы там ни было, но его фильмы 1930-х годов считаются лучшими в китайском кино того периода: «Кровь любви на вулкане» (1932), «Рассвет» (1933), «Игрушки» (1933).
В 1934 году Сунь Юй поставит последний свой немой фильм «Большая дорога» (в ином переводе — «Шоссе»), одну из лучших своих работ. В центре повествования — строительство дороги, которая необходима для обеспечения национальной безопасности. В киноленте прослеживаются образы шести дорожных рабочих и двух девушек, эта постановка важна была для поднятия национального китайского духа на фоне надвигающегося японского вторжения.
После «Большой дороги» Сунь Юй снимет пять звуковых кинолент в период с 1935 по 1941-й, две из них военные драмы, сделанные в родном городе режиссёра Чунцине. В разгар полномасштабной войны между Китаем и Японией, режиссёр был вынужден переехать из Шанхая сначала в Ухань, а затем в Чунцин. После окончания Второй мировой войны он два года проведёт в Соединённых Штатах, поправляясь после тяжёлой болезни. Возобновит свою режиссёрскую карьеру после возвращения в Китай в 1947 году, но его поздние работы, снятые в маоистском Китае будут сделаны под жёстким партийным контролем и подвергнутся цензуре.
«Жизнь У Сюня», первый фильм Сунь Юя после войны, это история о педагоге, который пытается донести знания до беднейших слоёв населения. Производство началось в 1948 году, но фильм не был завершён до 1950 года, в связи с новым политическим климатом в стране, в результате чего потребовалось вносить изменения в сценарий. Наконец-то выпущенный в прокат фильм (в двух частях) подвергся в 1951 году резкой критике со стороны верховного правителя Мао Цзэдуна в редакционной статье для газеты «Жэньминь жибао». Шквал критики, последовавший после негативной оценки фильма самим Мао не заставил себя долго ждать. В результате гонений на режиссёра его карьера начала заходить в тупик, как и его творческие возможности для самореализации. В удушающей обстановке тоталитарного режима Сунь Юй снимет ещё три малозначащих в его кинокарьере фильма, последним будет фильм-опера 1961 года «Леди Цинь».
Во время Культурной революции китайское кинопроизводство будет практически прекращено в течение десяти лет, а кинематографисты подвергнутся репрессиям. Как и всех тех деятелей кино, которые принесли славу национальной кинематографии в 1930-х и продолжавшие работать уже в условиях маоистского Китая в 1950-х Сунь Юй будет осуждён.
Хотя Сунь Юй и выживет, пройдя сквозь эти трудные годы, но он никогда уже не возвратится в творчество, проведя последние годы жизни за написанием своей автобиографии, опубликованной в 1987 году. Также он в эти годы будет переводить любимого поэта Ли Бо на английский язык и публиковать эти переводы. В 1985 году, спустя 34 года после критики Мао, члены Политбюро КПК наконец признают, что кампания травли режиссёра и критика со стороны вождя были безосновательными и принесут свои извинения режиссёру.
Сунь Юй умрёт в Шанхае в 1990 году.

## Фильмография
| Режиссёрские работы | Режиссёрские работы             | Режиссёрские работы   | Режиссёрские работы    | Режиссёрские работы             | Режиссёрские работы                                                      |
| Год                 | Русское название                | Оригинальное название | Транскрипция           | Английское название             | Примечание                                                               |
| ------------------- | ------------------------------- | --------------------- | ---------------------- | ------------------------------- | ------------------------------------------------------------------------ |
| 1920-е годы         |                                 |                       |                        |                                 |                                                                          |
| 1928                | Странный герой                  | 渔 叉 怪侠            | Yu Cha Guai Xia        | Strange Hero                    | + сценарий, дебют в режиссуре                                            |
| 1929                | Странствующий рыцарь            | 武侠                  |                        | Knight Errant                   | + сценарий                                                               |
| 1930-е годы         |                                 |                       |                        |                                 |                                                                          |
| 1930                | Весенние мечты в старой столице | 故都春梦              | Gu Du Chun Meng        | Spring Dream in the Old Capital | первый его фильм в кинокомпании «Ляньхуа» (фильм утерян)                 |
| 1931                | Полевые цветы                   | 野草闲花              | Yecao Xian Hua         | Wild Flowers                    | + сценарий (фильм утерян)                                                |
| 1932                | Дикая роза                      | 野玫瑰                | Ye Meigui              | Wild Rose                       | + сценарий                                                               |
| 1932                | Кровь любви на вулкане          | 火山情血              | Huoshan Qingxue        | Loving Blood of the Volcano     | + сценарий                                                               |
| 1933                | Рассвет                         | 天明                  | Tianming               | Daybreak                        | + сценарий                                                               |
| 1933                | Игрушки                         | 小玩意                | Xiao Wanyi             | Little Toys                     | + сценарий                                                               |
| 1934                | Королева спорта                 | 体育皇后              | Ti yu huang hou        | The Empress of Sport            | + сценарий                                                               |
| 1934                | Большая дорога (или — Шоссе)    | 大路                  | Da Lu                  | The Big Road                    | + сценарий                                                               |
| 1936                | На природу                      | 到自然去              |                        | Go to Nature                    | + сценарий                                                               |
| 1937                | Симфония Ляньхуа                | 瘋人狂想曲            | Lian hua jiao xiang qu | Symphony of Lianhua             | + сценарий; фильм из нескольких новелл, Сунь Юй постановщик одной из них |
| 1937                | Это Весна по всему миру         | 春到人间              | Chun dao ren jian      | It’s Spring All Over the World  | + сценарий                                                               |
| 1940-е годы         |                                 |                       |                        |                                 |                                                                          |
| 1940                | Крещение огнём                  | 火的洗礼              | Huode Xili             | Baptism by Fire                 | + сценарий                                                               |
| 1940                | Бескрайнее небо                 | 长空万里              | Chang Kong Wanli       | The Vast Sky                    |                                                                          |
| 1950-е годы         |                                 |                       |                        |                                 |                                                                          |
| 1950                | Жизнь У Сюня                    | 武訓傳                | Wu Xun zhuan           | The Life of Wu Xun              |                                                                          |
| 1957                | Бушующие ветер и волны          | 乘風破浪              | Cheng feng po lang     | Brave the Wind and Waves        | + сценарий                                                               |
| 1958                | Легенда о Любань                | 魯班的傳說            | Luban De Chuanshuo     | The Legend of Lu Ban            |                                                                          |
| 1960-е годы         |                                 |                       |                        |                                 |                                                                          |
| 1961                | Госпожа Цинь                    |                       | Qin Niangmei           | Lady Qin                        |                                                                          |